# Nous, la Vague
Pour les articles homonymes, voir La Vague.
Nous, la Vague (Wir sind die Welle) est une série télévisée allemande en six épisodes d'environ 49 minutes et mise en ligne le 1er novembre 2019 sur Netflix.
La série s'inspire de La Troisième Vague, étude expérimentale d'une autocratie, menée par le professeur d’histoire Odium avec des élèves de première de l'école Cubberley à Palo Alto (Californie) pendant la première semaine d'avril 1967.

## Synopsis
Cinq adolescents d'un lycée huppé d'Allemagne rêvant d'un monde meilleur et ayant chacun leurs raisons de se rebeller contre la société, décident de former un groupe d'activistes altermondialiste nommé La Vague. L'un d'eux, Tristan Broch, mystérieux jeune homme charismatique et nouveau venu dans le lycée va ainsi entraîner ses camarades toujours plus loin dans le combat au risque de perdre le contrôle.

## Distribution
- Luise Befort (de) (VF : Clara Quilichini) : Léa Herst
- Ludwig Simon (VF : Clément Moreau) : Tristan Broch
- Michelle Barthel (VF : Camille Donda) : Zazie Elsner
- Mohamed Issa (de) (VF : Simon Koukissa) : Rahim Hadad
- Daniel Friedl (de) (VF : Gabriel Bismuth-Bienaimé) : Hagen Lemmart
- Milena Tscharntke : Sophie
- Leon Seidel (de) (VF : Hervé Grull) : Lasse
- Béla Gabor Lenz (de) : Marvin
- Robert Schupp (de) : Paul Serner
- Stephan Grossmann (de) : Horst Berndt
- Kristin Alia Hunold (de) : Kim
- Sarah Mahita (de) : Paula
- Luis Pintsch (de) : Benny
- Bianca Hein : Rike Herst
- Christian Erdmann (de) : Andreas Herst
- Nicole Johannhanwahr (de) : Annette Lemmart
- Jascha Baum (de) : Luis
- Stefan Lampadius (de) : professeur Fleisser
- Daniel Faust (de) : Dealer
- Leander Paul Gerdes : Herr Armbruster
- Manuel Klein (de) : Giese
- Joel Sansi : M. Okoya
- Livia Matthes (de) : Nikki

 Source et légende : version française (VF) sur RS Doublage

## Épisodes
1. Tu connais ce sentiment ? (Kennst Du das Gefühl?)
2. Qu'est-ce qui tourne pas rond chez toi ? (Was ist los mit Dir?)
3. Et après ? (Was machen wir als Nächstes?)
4. Tu détruis tout ! (Du zerstörst alles!)
5. Les 99 % ! (Die 99%!)
6. Le seul moyen (Das ist der einzige Weg)

## Autour de la série
Cette série est inspirée du roman, La Vague de Todd Strasser, et également du film homonyme réalisé par Dennis Gansel en 2008.
Contrairement au film de 2008, Nous, la vague dépeint notamment la place centrale prise par les réseaux sociaux dans le développement viral d'un mouvement contestataire. Le groupe lutte contre la montée du nationalisme en Allemagne, se rebelle contre la société de consommation, le harcèlement scolaire et le capitalisme en général tout en menant des actions écologistes dans une logique altermondialiste.